# Placoclytus championi
Placoclytus championi là một loài bọ cánh cứng trong họ Cerambycidae.